# 8890 Montaigne
A 8890 Montaigne (ideiglenes jelöléssel 1994 PS37) a Naprendszer kisbolygóövében található aszteroida. Eric Walter Elst fedezte fel 1994. augusztus 10-én.
Nevét Michel de Montaigne francia filozófus után kapta.